# 小男鹿
小男鹿（さおしか）は、徳島県徳島市を中心に製造・販売されている銘菓。

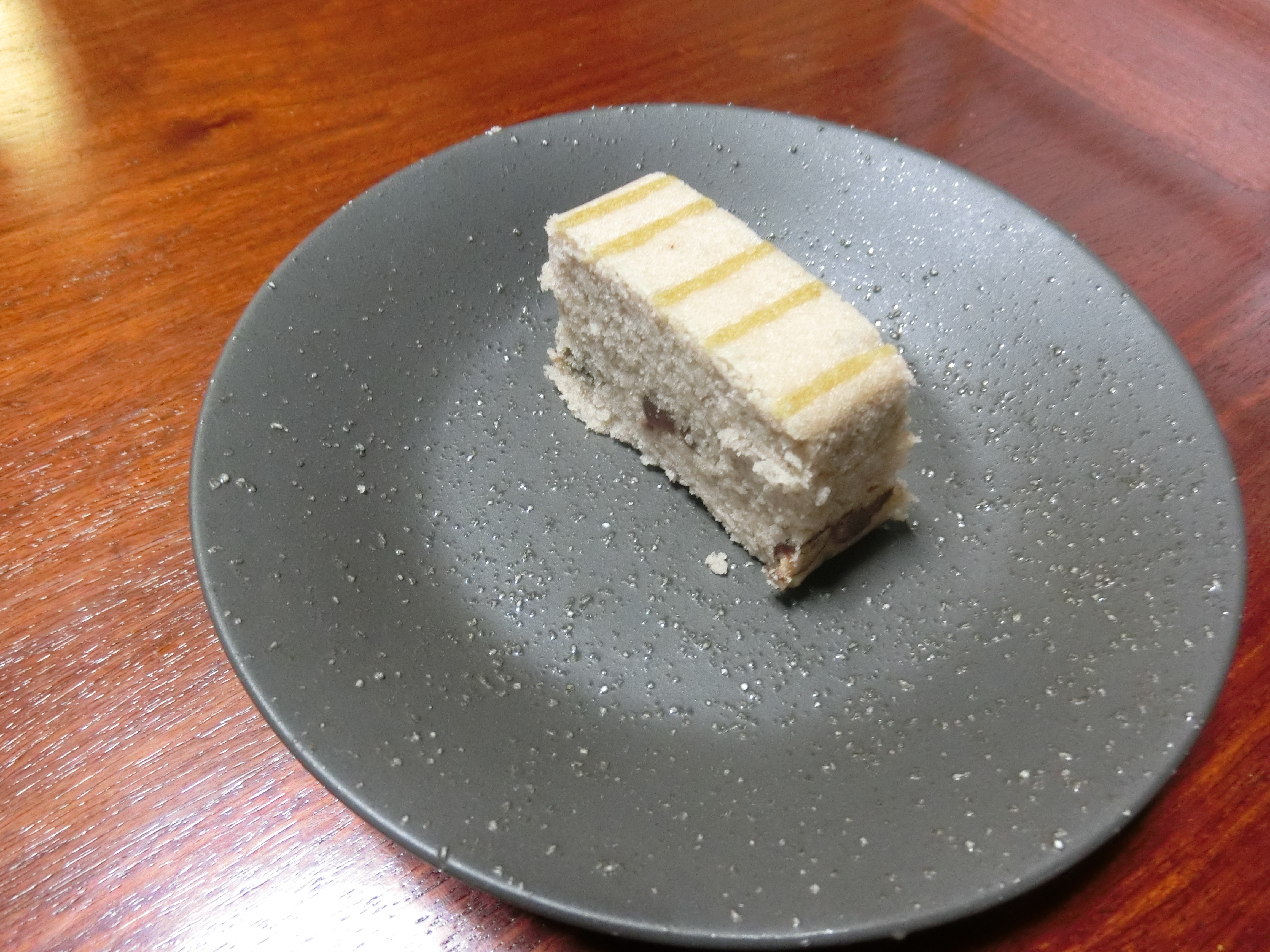
切り分けた小男鹿

## 概要
山芋（つくね芋）と粳、餅粉、上級鶏卵、小豆を使い、伝統の手法で練り上げた蒸し菓子で、徳島県徳島市に本社を置く株式会社「冨士屋」で製造・販売が行われている。棹（さお）菓子、棹物と呼ばれる、長細い直方体をしており、切り分けて食べる。背に筋模様があり、地に練り込まれた小豆の粒が斑点となって鹿の子の愛らしい姿をイメージしている。
比較的高価であるため、自宅用よりも贈答品として使用されることが多い。

## 由来
明治天皇の和歌「月もいま のぼらんとする 山の端に たかく聞ゆる 小男鹿のこゑ」の「小男鹿」からこの名がつけられた。「小男鹿」または「小雄鹿」は、角に枝がない小形の牡の鹿のことをいい、「小」は、小さい、または、若いことをいう接頭語。牡鹿の姿と雅び男のこころをお菓子で物語ったものである。